# Wojsko ordynackie
Wojsko ordynackie, chorągwie ordynackie – oddziały wojskowe wystawiane i utrzymywane na potrzeby Rzeczypospolitej Obojga Narodów przez ordynacje magnackie w XVI-XVIII wieku. Ordynacja była majątkiem niepodlegającym podziałowi, co zapobiegało rozdrabnianiu wielkich fortun. Przywilej ten był nadawany przez króla i zatwierdzany przez sejm w zamian za obowiązek wystawiania i utrzymywania określonej (każda ordynacja miała inną umowę) liczby żołnierzy. Wojska ordynackie przeznaczone były na załogi ważnych twierdz znajdujących się na obszarach ordynacji (na przykład Dubno, Zamość, Słuck), a w czasie wojny część z nich była zobowiązana stawić się pod rozkazy hetmana. Pomimo tego wojska ordynackie rzadko brały udział w działaniach polowych.

## Ordynacje i ich wojska
- Ordynacje Radziwiłłów (1586 r.), brak określonej liczby wymaganej przez sejm; w XVIII wieku możliwe, że nawet 6000 żołnierzy[3][4]:
  - Ordynacja Nieświeska,
  - Ordynacja Klecka,
  - Ordynacja Ołycka,
- Ordynacja Zamojska (1589 r.) Zamoyskich, 200 żołnierzy,
- Ordynacja Pińczowska (1601 r.) Myszkowskich, 100 piechoty i 50 jazdy,
- Ordynacja Dubieńska (1618 r.) Ostrogskich, 600 piechoty niemieckiej, na czas wojny dodatkowo miała dostarczyć 300 piechurów i 300 jazdy pod rozkazy hetmańskie[5].